# 桜このみ
桜 このみ（さくら このみ、1982年12月24日 - ）は、日本のAV女優。

## 略歴
2002年に九鬼よりAVデビュー。レズもこなすロリ系の元単体女優。女子校生役が多い。

## 作品

### アダルトビデオ
2002年
- ヴァージンメモリアル（4月28日、KUKI）
- 新・妹の下着 30（5月25日、KUKI）
- 19 -nineteen-（6月20日、KUKI）
- キャンプDEデート（7月25日、KUKI）
- 桜このみ 痴女計画（8月15日、KUKI）
- 妹このみ（11月1日、MOODYZ）
- 恋感染 〜ラヴ ウィルス〜（12月15日、MOODYZ）

2003年
- いじめっ娘。（1月22日、MOODYZ）
- Angel（3月8日、アイデアポケット）
- アナルDEファックDX 2（3月8日、ディープス）共演:萩原未央、ここみ
- おんなのこのおなにー 4（6月5日、ディープス）他多数出演
- MY GIRL（6月10日、ドクマ）
- 事務所に内緒でやっちゃいました 被害者このみ（7月1日、ボナンザ）
- 桜このみの生映像!!7月11日、プレステージ）
- M-DATE（8月1日、ワンズファクトリー）
- DELI*GAL 非シゴト的風俗（9月4日、ドリームチケット）他出演:日高マリア、麗奈
- 僕の子猫ちゃん（9月13日、ゴーゴーズ）
- ビスケっとLove（10月8日、アイデアポケット）
- 女子校生れず 先輩と私 53（10月8日、U&K）共演:紗月結花
- ザーメンクラブ3 [新ごっくん派宣言]（10月16日、ワープエンタテインメント）
- 制服スク水H（10月24日、笠倉出版社）オムニバス作品
- スクール水着[学校公認猥褻コスチューム]（11月7日、ドリームチケット）他出演:杉森風緒、今井つかさ
- レズビアンストーリー09 願望（11月9日、アウダースジャパン）共演:黒木あみ、松岡紗幸
- 女子校生拉致監禁 vol.7（11月15日、ゴーゴーズ）
- 僕、専用。4号［KONOMI］（12月1日、ゴーゴーズ）
- 女子校生たちを犯しませんか 2（12月12日、隼エージェンシー）他出演:松浦美和、星月まゆら、吉沢ミズキ、百合野さくら、松島やや

2004年
- フェラコレ2004冬（1月9日、隼エージェンシー）他多数出演
- 裏アリス vol.2 このみ（1月19日、 裏アリス）
- ブラックマーケット〜第2章〜（1月25日、アリーナ）
- 破廉恥X 2 性処理玩具3人の淫乱女子校生破廉恥X 2 性処理玩具3人の淫乱女子校生（2月13日、隼エージェンシー）…共演:杏野るり、星月まゆら
- オナニスト ［第六章］（2月13日、隼エージェンシー）他多数出演
- P.C.Sport DVD 38 このみ（2月25日、ワールドユニティ）
- おしゃぶり・パイズリ・手コキ倶楽部 3（2月25日、アリーナ）オムニバス作品
- 集団痴女子高生（ハート）チ○ポいじくり学園（3月4日、SODクリエイト）共演:吉沢ミズキ、池田こずえ、姫川麗
- こだわりの手コキ 180SP 31人（3月12日、隼エージェンシー）他30名出演
- くいこみ生まんじゅう 7（3月12日、ワイルドサイド）
- 女子校生痴女 7（3月19日、U&K）
- THE 拘束 女子校生陵辱プレイ三連弾（3月19日、タカラ映像）オムニバス作品
- シャトル 未公開映像集 2（3月19日、シャトルジャパン）オムニバス作品
- 桜このみの表に出せないビデオ（4月10日、表に出せないビデオ）
- ゼッタイ!!（4月10日、VIP）
- フェラコレ2004春（月14日、隼エージェンシー）他多数出演
- 女子校生の部屋 ナイショのお話（4月16日、GUTS）
- 女子校生の愛し方（4月16日、ワイルドサイド）
- ベイビーフェイスをやっつけろ!!6（レンタル）/ベイビーフェイスをやっつけろ!DVD edition3（セル）（4月21日（レンタル）/2004年5月21日（セル）、KUKI）他出演:今野由愛、藍山みなみ 他
- ひとり暮らしっ娘 Emiru Hibikino × Konomi Sakura（5月14日、桃太郎映像出版）…他出演:響乃えみる
- 酔娘伝17（5月14日、桃太郎映像出版）共演:朝倉なほ（早乙女みなき）、響野えみる
- BIKINIマリンビック!!（5月20日、イマージュ）共演:川村美咲、夕凪ななか、野口かほ、矢崎らん、あらきれいこ、森浦まい、牧村姫、松嶋やや（松島やや）、森下雫
- 女子校生 制服図鑑（6月11日、ビッグモーカル）オムニバス作品
- ペニバン逆アナル（6月17日、ナチュラルハイ）…共演:西村あみ、金井成美
- みるきぃHiスクール。（7月8日、みるきぃぷりん♪）
- THE ANAL☆FUCKER vol.1（7月9日、U&K）
- GAL-CHIN 03 18歳未満購入厳禁（買うな）!!（7月23日、桃太郎映像出版）…共演:堀夏美、桜田由加里
- 混浴レズ温泉（7月23日、笠倉出版社）共演:河夏夜、新井萌
- オナニー4時間 痴女優コレクション（7月23日、笠倉出版社）他多数出演
- なめね娘 1（8月6日、U&K）
- 中○生クラブ活動 ［水泳部編］（8月6日、GLAY'z）共演:宮地奈々、乙女梨緒 他1名
- やっぱ!中出しでしょ 11人の中出し姫（8月12日、隼エージェンシー）他10名出演
- このみとレオナの姦姦娘（8月23日、ギャンズ）共演:結城レオナ
- 鬼畜家族●近親相姦 乱れ打ち 「これが私の生きる道」 1（8月23日、ギャンズ）共演:友田真希、結城レオナ
- 鬼畜家族●近親相姦 乱れ打ち 「これが私の生きる道」 2（8月23日、ギャンズ）共演:友田真希、ビクトリア
- 挑発痴女・3（8月25日、ビッグモーカル）
- 私だけの女教師レズペット 〜第四章〜（9月9日、SODクリエイト）共演:朝比奈りり子
- 淫辱の虜（9月30日、アリーナ）他出演:今野由愛
- フェライド おしゃぶりスペシャル（10月29日、笠倉出版社）他多数出演
- 淫酒SEX娘DX（11月26日、デジタルバンク）オムニバス作品
- 女子校生レズ みつとこのみ（11月26日、アリスJAPAN）共演:天衣みつ
- たたされんぼ（12月23日、ビー・スバル・プロモーション）他出演:藍山みなみ 他1名

2005年
- 童貞狩り学園 3（1月20日、SODクリエイト）…共演:可愛ラム、小島三奈、相田はるか
- 純愛レズビアン（1月28日、aini（ピエロ））…共演:真弓あゆ
- 公衆の面前でセックス して、イッちゃう顔を 見てもらう 2（2月1日、MOODYZ）…オムニバス作品
- シースルー列伝Maniax Chap.5（3月11日、ZEP STYLE）オムニバス作品
- 処女喪失娘 レズ初体験（4月8日、桃太郎映像出版）共演:いずみ梨沙 他出演:小川奈津、ミュウ
- コノミ×アイ（5月6日、桃太郎映像出版）共演:姫野愛
- 制服[真]中出し（5月20日、D3）他出演:宮地奈々、早乙女みなき、相田春香、平井まりあ、大滝明日香
- 夢戦士ゼンダガール（5月28日、GIGA）
- 人気アニキャラ集団痴女に家に無理矢理住まれた上に設定付きで毎晩犯されてみませんか？（6月24日、アリスJAPAN）共演:藍山みなみ、宮地なな（宮地奈々）、小峰幸、七瀬くるみ、藤森かおり
- 電脳特捜インスペクターZ EPISODE03（6月28日、GIGA）
- 続・平成おもらし物語（6月28日、GIGA）
- DEEP・INSIDE・HOLE・#12（8月19日、桃太郎映像出版）他出演:姫宮ラム、舞乃るあ

2006年
- みるスポ 〜未公開編〜（5月19日、みるきぃぷりん♪）オムニバス作品
- 恥辱露出（6月1日、ワンズファクトリー）他出演:あんずさき、青木玲、菜月唯、可愛あみん

2008年
- 超豪華有名女優未公開映像とってもスケベなフェラッ娘たち!淫乱お口編（1月19日 桃太郎映像出版）他出演:Rico、愛田るか、志村玲子、翔田千里、友田真希、七海菜々（上野結）、林マリア、星野あかり、松本亜璃沙、望月るあ

発売日不明
- ももねこてぃ〜んず Vol.7（ワールドユニティ）
- 12人の綺麗なお姉さん（クロスワールド）オムニバス作品

### ドキュメント作品
- under girl プライドと本音とAV女優（2006年5月27日、VIVAバサラ）他出演:南波杏、三上翔子、夏目しおん[1]